# Grand River Ditch
Le Grand River Ditch, ou Grand Ditch, est un fossé américain situé dans les comtés de Grand et Larimer, dans le Colorado. Protégé au sein du parc national de Rocky Mountain, il est inscrit au Registre national des lieux historiques depuis le 29 septembre 1976.